# ITF轮椅网球巡回赛
ITF轮椅网球巡回赛（ITF Wheelchair Tennis Tour），也称作国际网联轮椅网球巡回赛，因赞助商的缘故，目前巡回赛名称为優衣庫轮椅网球巡回赛或者优衣库巡回赛，是国际网球联合会（ITF）为残疾男性和女性设立的轮椅网球巡回赛。赛事分为三个组别：男子组、女子组和四肢残疾组。四肢残疾组是一个混合性别组别，供至少三肢有损伤的运动员参加，参赛者允许使用电动轮椅。该巡回赛创立于1992年，最初只有11项赛事，现在发展到全球40个不同国家和地区的超过165项赛事，提供超过300万美元的奖金，并以年终的轮椅网球大师赛作为高潮。

## 目标
ITF轮椅网球巡回赛是世界性的轮椅网球巡回赛。它也是国际网球联合会为保护轮椅网球运动利益而设立的分支机构。该巡回赛的主要目标是：
- 为数千名肢体残疾人士提供机会，参加组织水平和专业水准最高的赛事。
- 为男子、女子、青少年和四肢残疾组的选手提供从休闲到职业水平的高强度比赛和激动人心的体验。
- 提高全世界对残疾人士的认识。
- 给予轮椅运动员应有的认可，承认他们是顶尖运动员。
- 为运动员创造终身享受并参与这项运动的机会，与健全人士和残疾人士一同竞技。

## 历史
轮椅网球始于20世纪70年代，由杰夫·明嫩布雷克和布拉德·帕克斯开创。首届比赛于1977年在洛杉矶举行，由帕克斯赢得冠军。
1980年，国家轮椅网球基金会（National Foundation of Wheelchair Tennis，简称NFWT）成立。同时，美国国内也建立了一个包含10项赛事的巡回赛，其中包括首届美国公开赛轮椅网球锦标赛（US Open Wheelchair Tennis Championships）。1981年，轮椅网球运动员协会（The Wheelchair Tennis Players Association，简称WTPA）成立。WTPA的成立旨在： 
- a) 在全世界肢体残疾人士中推动竞技性轮椅网球运动的发展；
- b) 建立并执行规则，为所有参赛者创造公平公正的比赛环境；
- c) 组织一个由协会认证的竞赛性巡回赛网络；以及
- d) 制定全球统一的体系。

此外，WTPA与NFWT共同创办了大奖赛巡回赛，该巡回赛连接了在主要城市举办的四项赛事，并以美国公开赛作为收官战。美国境外的首批赛事于1982年在法国开始举办，共举办了四项赛事。首个团体赛——世界团体杯（World Team Cup）于1985年设立。ITF巡回赛则于1992年成立。
1998年，WTPA并入美国网球协会（USTA）。

## 级别
优衣库轮椅网球巡回赛（前身为“NEC巡回赛”）包含多个不同类别的赛事。最负盛名的赛事是大满贯赛事和轮椅网球大师赛。次一级别的赛事是超级系列赛（Super Series）。主巡回赛中的其他类别赛事被称为ITF1级、2级和3级（这些赛事以前被称为冠军系列赛），同时还有为发展中球员设立的希望赛（Futures，以前称为卫星巡回赛）。在大满贯赛事中，奖金由赛事组织者决定。对于其余的ITF赛事，ITF为其设定了最低（总）奖金额度。
| 赛事级别      | 总奖金 (美元) | 冠军积分 | 运营方 |
| ------------- | ------------- | -------- | ------ |
| 大满贯        | 另见          | 800      | ITF    |
| ITF大师系列赛 | 另见          | 800      | ITF    |
| ITF超级系列赛 | 至少45,000    | 650      | ITF    |
| ITF 1         | 至少32,000    | 325      | ITF    |
| ITF 2         | 至少22,000    | 220      | ITF    |
| ITF 3         | 至少14,000    | 120      | ITF    |
| ITF希望赛     | 至少3,000     | 95       | ITF    |